# تام ریگان
تام ریگان (به انگلیسی: Tom Regan) استاد فلسفه در دانشگاه ایالتی کارولینای شمالی و همچنین فعال حقوق حیوانات بود. وی «پدر حقوق جانوران نو» نیز خوانده می‌شود.
تام ریگان فیلسوف تحلیلی آمریکایی با استفاده از آموزه‌های فلسفی ایمانوئل کانت در اخلاق، نظریه‌ای موسوم به نظریه حقوق طراحی کرده‌است. وی معتقد است هر موجودی که متعلق حیات باشد، ارزش ذاتی دارد. موجودی مصداق متعلّق حیات است که تجربیات درونی و باطنی ای همچون باور، آرزو، درک مفهوم آینده دارد. چنانچه موجودی از چنین ظرفیتی بهره‌مند باشد، ارزش ذاتی دارد و باید با آن به احترام رفتار شود. هنگامی با موجودی به احترام رفتار شده‌است که غایت لنفسه در نظر گرفته شود و با آن به عنوان اَبزاری صرْف رفتار نشود. اساساً معیار درستی یا نادرستی یک فعل نیز همین است، یعنی اگر با موجودی که ارزش ذاتی دارد به مثابه ابزار رفتار شود، آنگاه با او به بی‌احترامی رفتار شده‌است و چنین فعلی اخلاقاً نادرست است و اگر با موجودی که ارزش ذاتی دارد به عنوان غایت لنفسه رفتار شد، آنگاه احترام او را پاس داشته‌ایم و چنین عملی اخلاقاً درست است. از نظر ریگان به سبب آن که حیوانات –حداقل پستانداران، پرندگان و ماهی ها–متعلق حیات اند، ارزش ذاتی داشته و از حقوقی پایه همچون آدمیان برخوردارند و در برخورداری از حقوق پایه هیچ تمایزی میان انسان و حیوانات وجود ندارد؛ لذا باید هر گونه استفاده اَبزاری از حیوانات همچون آزمایش‌های پزشکی، استفاده در سیرک‌ها و باغ وحش‌ها، صنعت پوست به کلی برچیده شود.